# クラスメート、上村ユウカはこう言った。
『クラスメート、上村ユウカはこう言った。』（クラスメート かみむらユウカはこういった）は、原作桜井慎、作画川上真樹による日本の漫画。スクウェア・エニックスの毎週新連載プロジェクト16（1stシーズン）第3弾作品として、『ガンガンONLINE』2011年7月21日更新分から2013年11月21日更新分まで毎月第3週更新で連載された。

## あらすじ
白崎修士は飽き飽きしていた。退屈で変化のない凡庸な毎日。それに甘んじている自分がいかに恵まれているかに気づきつつも、日々の生活は精彩を欠いていた。同じように登校し、同じようなクラスメートと話し、同じように帰宅する毎日。そんな生活の中に、1人だけ異彩を放つ人物がいた。その名は上村ユウカ。平凡な毎日、退屈な日常に日々警鐘を鳴らし、世界の歪を説く、ハイテンションでトチ狂ったクラスメートである。今日も登校するなりユウカは教壇に立ち、大声で朗々と演説を始めた。世界がいかにおかしくて、人生がいかに退屈であるか。いつもなら聞き流していたはずのその演説に、けれどこの日の修士は耳を傾けていた。
「どうかこの不肖上村ユウカと共に人生の暇潰しを致そうではありませんか」
その言葉に応えた瞬間、修士とユウカの運命が交錯する。この狂った世界で、真実を知るたった2人として。

## 登場人物

### 主要人物
白崎 修士（しらさき しゅうし）
本作の主人公。眼鏡を掛けた男子学生。愛称はシロ。ユウカ曰く「この世界の住人の手本」みたいな人物。「世界の住人」でありながらユウカを認識し（ユウカの言葉によってだが）周囲の不自然さ、世界の真実に気づいている。ユウカとの出会いを通して退屈な日常からの脱却を望み、ユウカと共に世界の謎を解き明かすべく奔走することになる。
上村 ユウカ（かみむら ユウカ）
長い黒髪の女子学生。この世界で唯一の「人間」であり異端者。世界の真実を知り、この退屈な世界をどう生きていくか悩んでいる。破天荒かつアグレッシブな言動と思考の持ち主で、基本的には前向きで能動的な性格。しかし世界の真実を知っているがために、世界そのものの意志や自分へのアプローチに関しては諦観を抱きがちである。長年周囲の「住人」に無視され続ける生活を送ってきた中で修士との接触に成功し、以降修士に執着するようになる。
押切 このめ（おしきり このめ）
茶髪をおさげにした女子学生。大人しい性格で、修士の言動に健気に反応している。修士たちのクラスの委員長であり、世界の管理者たちから指示を受けて動いていた明確な自我を持つ「住人」。へそが弱点で、それを知ったユウカにへそを責められている。修士に淡い恋心を抱いており、修士とユウカを陥れようとした際にはその点につけこまれてユウカに縛り上げられた。追い詰められたユウカを庇うために管理者に立ち向かうが、それが原因で記憶を消されただの「住人」にされてしまう。後に修士やユウカへの感情を取り戻しかけ、やや不安定な状態に。元々は「マーヤ＝オーレン」という名前で、チーフの下で働いていた科学者。
単行本巻末のおまけコーナーを武千代と共に仕切っているが、本名を明かされなかったことをネタにいじられている。
比留間 武千代（ひるま たけちよ）
修士の友人である男子学生。修士とは幼馴染。世界の住人であり修士、ユウカたちのクラスメイト。当初はユウカのクラスメイトという立場を与えられただけの「住人」の1人だったが、後に世界の真実に気づく。そのためか世界の違和感に気づいた直後は疑心暗鬼に陥り、ユウカが修士を洗脳していると信じ込んで修士を取り抑えようとするが、修士によって真実を知らされる。生前は女性であり、某国の姫で「月姫」と呼ばれていた。
米倉 英子（よねくら えこ）
長いツインテールの女子学生。巨乳。スパッツを履いている。ドリル好き。
違和感に気づいた武千代の前に現れた女子生徒。平時ではスポーツ万能で運動部の助っ人として活躍している有名人。委員長に続き修士たちの前に現れた管理者の指示を受けている「住人」。修士とユウカを襲撃中に「過去の記憶」を取り戻す。生前の名前は「ハイデマリー＝ハイデガー」。
記憶によると元の彼女は長く続く戦争に歩兵として参加していた落ちこぼれの少女であり、戦場で負った傷が原因で死亡している。その記憶の真偽を確かめるために修士とユウカに協力することになる。

### その他
管理者（かんりしゃ）
修士たちのいる世界の創造主と思われる謎多き存在。明確な目的は不明だが、ユウカや修士たちを利用して何らかの実験を行っているようである。姿形は1人の人間を模しているが、その一個体から複数の人格が同時に会話に参加しており、またそれぞれを区別する意味はないとして名前も明かさない。
比留間 総永（ひるま そうえい）
武千代の弟で、武千代が世界の真実を知るきっかけになった。彼自身は一般的な「住人」であり、特別な存在ではない。
秋羽（あきはね）
修士達のクラスメイト。会計を務めている。
カミムラ ユウカ
ユウカのオリジナル。姿はユウカと同じだが、眼鏡を掛けている。
ヤシャール＝アル・セフィーディ
修士の体の本来の持ち主。

## 用語
メタノイド
メタトリウムに暮らすロボット達の総称。多くは設定された決まった発言や行動しか行わない。
メタトリウム
ブロック毎に区切られた実験場。本来の地球の要素を再現しており、各ブロックを「アトリエ」と呼ぶ。
アクティノイド
実験で作られた人間。街の中心にあるタワー内の疑似子宮で産まれ、製造番号がふられている。
ギア
ロボット兵器の総称。自動操縦と有人タイプの2つが存在している。

## 書誌情報
- 原作：桜井慎、作画：川上真樹 『クラスメート、上村ユウカはこう言った。』 スクウェア・エニックス〈ガンガンコミックスONLINE〉、全6巻[10]
  1. 2011年12月22日発売、ISBN 978-4-7575-3446-9
  2. 2012年4月21日発売、ISBN 978-4-7575-3561-9
  3. 2012年9月22日発売、ISBN 978-4-7575-3731-6
  4. 2013年2月22日発売、ISBN 978-4-7575-3876-4
  5. 2013年7月22日発売、ISBN 978-4-7575-4003-3
  6. 2013年12月21日発売、ISBN 978-4-7575-4171-9